# Denver Nuggets (1948–1950)
Denver Nuggets war der Name einer US-amerikanischen Basketballfranchise aus Denver, Colorado, die in der Saison 1948–1949 in der NBL und in der Saison 1949–1950 in der NBA spielte, nachdem die NBL am 3. August 1949 durch die BAA übernommen und die Liga schließlich in NBA umbenannt wurde. Die Nuggets waren die erste professionelle Sportfranchise aus Colorado und die erste NBA-Franchise westlich des Mississippi.

## Geschichte
Das Team wurde 1932 gegründet und trug im Laufe seiner Geschichte bis zur Auflösung im Jahre 1951 verschiedenen Namen: Denver Safeway Pigs (1932–1938), Denver Nuggets (1939–1940), Denver American Legion (1941–1944), Denver Ambrose Jellymakers (1945–1946), Denver Nuggets (1946–1950) und Denver Refiners (1950–1951).
In der Saison 1948–1949 spielten die Nuggets in der National Basketball League (NBL) und in der Saison 1949–1950 in der National Basketball Association (NBA). In ihrer einzigen NBA-Saison erreichte das Team eine Statistik von 11 Siegen und 51 Niederlagen. 1951 löste sich das Team auf.

## Saisonstatistiken
| Saison               | Siege:Niederlagen    | Prozent              | Play-offs            |                      |                      |
| Denver Nuggets (NBL) | Denver Nuggets (NBL) | Denver Nuggets (NBL) | Denver Nuggets (NBL) | Denver Nuggets (NBL) | Denver Nuggets (NBL) |
| -------------------- | -------------------- | -------------------- | -------------------- | -------------------- | -------------------- |
| 1948/49              | 18:44                | 29,0                 | keine Teilnahme      |                      |                      |
| Denver Nuggets (NBA) |                      |                      |                      |                      |                      |
| 1949/50              | 11:51                | 17,7                 | keine Teilnahme      |                      |                      |

## Erfolge
- AAU National Tournament: 3 (1937, 1939, 1942)